# Les Herbiers
Les Herbiers é uma comuna francesa na região administrativa do País do Loire, no departamento da Vendeia. Estende-se por uma área de 88.78 km². Em 2010 a comuna tinha 16 616 habitantes (densidade: 187,2 hab./km²).